# Georges Pierre Soubrier

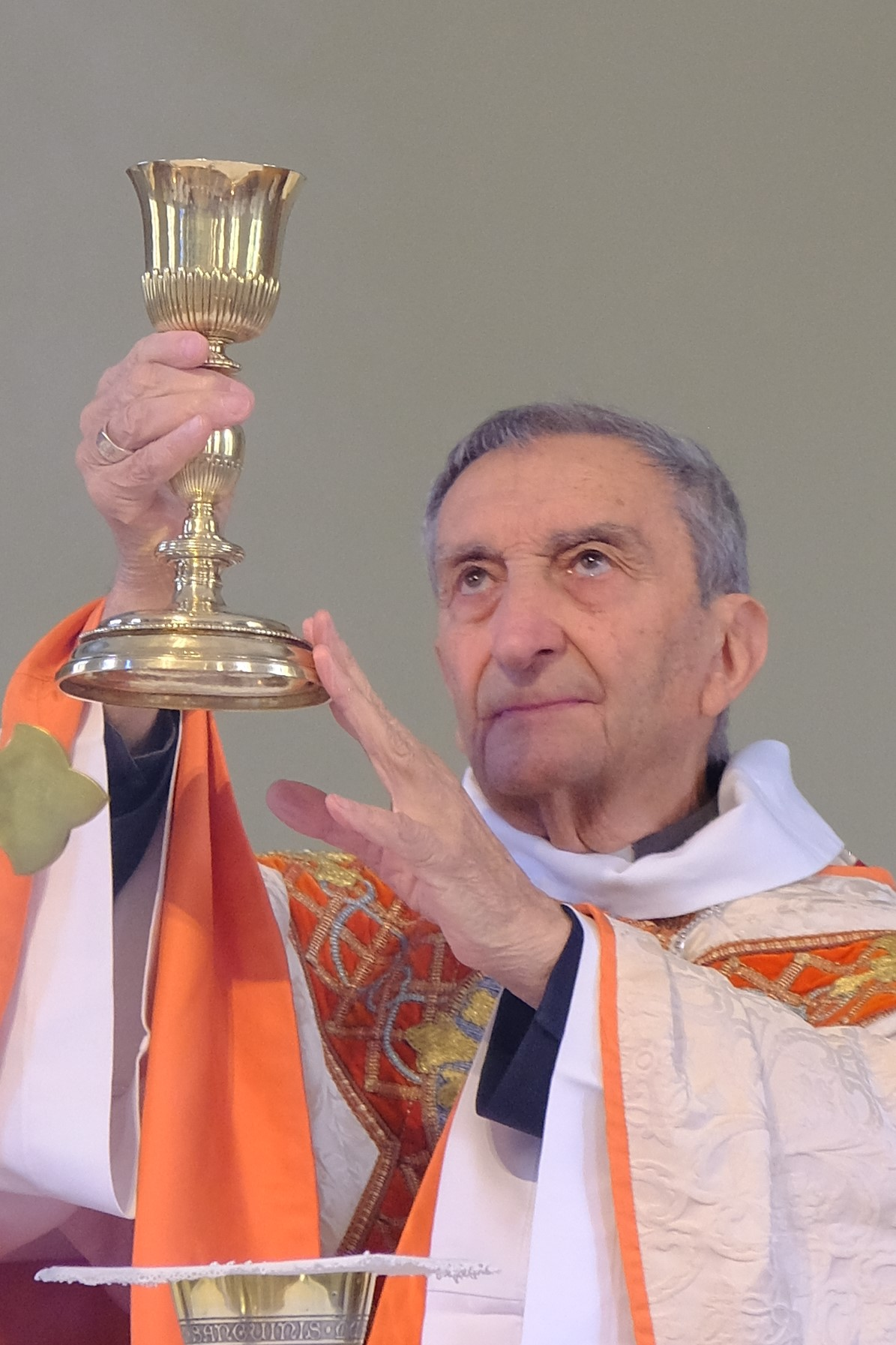
Georges Pierre Soubrier, 2022

Georges Pierre Soubrier PSS (* 20. November 1933 in Thérondels, Frankreich) ist ein französischer Ordensgeistlicher und römisch-katholischer Altbischof von Nantes.

## Leben
Georges Pierre Soubrier trat der Ordensgemeinschaft der Sulpizianer bei und empfing am 29. Juni 1960 die Priesterweihe.
Papst Johannes Paul II. ernannte ihn am 25. Juni 1988 zum Weihbischof in Paris und Titularbischof von Acholla. Der Erzbischof von Paris, Jean-Marie Kardinal Lustiger, spendete ihm am 14. Oktober desselben Jahres die Bischofsweihe; Mitkonsekratoren waren Émile Marcus PSS, Bischof von Nantes, und Roger Joseph Bourrat, Bischof von Rodez-Vabres.
Am 10. Oktober 1996 wurde er zum Bischof von Nantes ernannt. Am 8. Juli 2009 nahm Papst Benedikt XVI. seinen altersbedingten Rücktritt an.